# Achaea echo
Achaea echo is een vlinder van de familie van de spinneruilen (Erebidae). De wetenschappelijke naam van deze soort is voor het eerst voorgesteld als Ophisma echo door Francis Walker in een publicatie uit 1858.

## Verspreiding
De soort komt voor in tropisch Afrika waaronder Sierra Leone, Ghana, Nigeria, Congo-Kinshasa, Eritrea, Ethiopië, Kenia, Burundi, Tanzania, Zimbabwe, Zuid-Afrika, Eswatini, Madagaskar en Réunion.

## Waardplanten
De rups leeft op:
- Begoniaceae
  - Begonia rex Putz. ex K.Koch
- Euphorbiaceae
  - Sclerocroton integerrimus Hochst.
- Myrtaceae
  - Eugenia cordata (Sw.) DC.
  - Psidium guajava L.
- Poaceae
  - Panicum sp.